# Charles-Jean-François Chéron
Charles-Jean-François Chéron (Lunéville, 1635 – Parigi, 1698) è stato un medaglista francese.
Dopo aver lavorato alla zecca di Roma rientrò (1675) in Francia, divenendone accademico nel 1680. Passò da uno stile vivace ad un perfetto, ma talvolta stucchevole classicismo.
Tra i suoi numerosi allievi si può menzionare il medaglista, orafo, modellatore in cera, intagliatore in avorio, miniatore svedese Raimund Faltz.